# Andrés Palma
Andrés Jaime Palma Irarrázaval (Santiago, 21 de julio de 1955) es un economista, académico y político democratacristiano chileno. Se desempeñó como diputado de la República en representación de varias comunas de la Región Metropolitana de Santiago durante tres periodos consecutivos, desde 1990 hasta 2002. Posteriormente, fue ministro de Planificación y Cooperación del gobierno del presidente Ricardo Lagos entre 2003 y 2004.

## Biografía

### Familia
Hijo de José Ignacio Palma Vicuña, descendiente de los fundadores de la ciudad de Vicuña y exsenador por Coquimbo, al igual que su abuelo Joaquín Yrarrázabal Larraín; y de Ana Irarrázaval Donoso (1920-2007). Sus hermanos son el político Joaquín y la actriz Ana María Palma. Es sobrino de la también actriz Paz Irarrázaval Donoso (1931-2010). Pertenece a una familia de importantes actores políticos.
En 1978, contrajo matrimonio con la exsubsecretaria de Economía Ana María Correa López, con quien es padre de seis hijos.

### Estudios y vida laboral
Cursó los estudios superiores, en la Facultad de Ciencias Económicas y Administrativas de la Universidad de Chile, donde se tituló de ingeniero comercial y luego obtuvo un magíster en economía por la misma casa de estudios. Se dedicó posteriormente a la docencia en la misma universidad hasta ser exonerado en 1980 por la dictadura militar de su país.
En el ámbito profesional, se desempeñó como consultor del Consejo Nacional para la Alimentación y Nutrición (CONPAN), entre 1979 y 1980. Fue investigador del Centro de Estudios para el Desarrollo (CED), y experto en desarrollo local y políticas para superar la pobreza.
En el 2013, se incorporó al Departamento de Gestión y Políticas Públicas de la Facultad de Administración y Economía de la Universidad de Santiago de Chile (USACH).

## Vida política
Desde 1981 hasta 1984 perteneció a la comunidad cristiana de profesionales "Padre José Vial". Paralelamente, fue designado secretario ejecutivo del Departamento de Laicos de la Conferencia Episcopal de Chile y administrador de las Vicarías Oriente y Oeste del Arzobispado de Santiago. Asimismo, en 1979 integró la Comisión Justicia y Paz de la Conferencia Episcopal de Chile hasta 1984.
Fundador de la Comisión Pro Derechos Juveniles (CODEJU), al mismo tiempo que fue elegido presidente de la Juventud de la Democracia Cristiana (JDC). Entre 1987 y 1988 fue vicepresidente de la Juventud de la Democracia Cristiana de América Latina (UDCA). Posteriormente, fue nombrado consejero nacional de su partido.
En las elecciones parlamentarias de 1989, fue elegido diputado por el distrito n.° 25 de la Región Metropolitana, correspondiente a las comunas de La Granja, Macul y San Joaquín), periodo legislativo 1990-1994.
Integró la Comisión Permanente de Hacienda; y la de Obras Públicas, Transportes y Telecomunicaciones.
Participó en la Delegación parlamentaria en la Conferencia Interparlamentaria, celebrada en Nueva Delhi del 12 al 17 de abril de 1993.
En las parlamentarias de 1993, consiguió la reelección por el mismo distrito, para el periodo 1994-1998. En ese entonces integró la Comisión Permanente de Hacienda, la que presidió; y la de Defensa Nacional.
Fue miembro de la Comisión Especial de la Corporación del Cobre (CODELCO) y de la Comisión sobre la Capa de Ozono, la que presidió. De la misma manera, formó parte de la Comisión Investigadora de la Entrega de Recursos Públicos para Organizaciones Deportivas; la encargada de investigar la normativa aplicada a los traspasos de acciones de grupos controladores.
En las elecciones parlamentarias de 1997, obtuvo una segunda reelección por la misma zona, por el periodo 1998-2002.  Integró la Comisión Permanente de Hacienda, la que presidió; y la de Derechos Humanos, Nacionalidad y Ciudadanía.
En mayo de 1998 encabezó un grupo de diputados DC (con Zarko Luksic, Gabriel Ascencio, Mario Acuña y Tomás Jocelyn-Holt) que presentó la única Acusación Constitucional que encausó al general Augusto Pinochet. Dicha acusación, que podría haber inhabilitado al ex dictador, no fue aprobada por la Cámara de Diputados en una estrecha votación. 
Así mismo, integró las comisiones especiales investigadoras (CEI): sobre créditos otorgados a personas retornados; la encargada de analizar las implicancias constitucionales, legales y reglamentarias, de la renuncia a su cargo del excomandante en jefe de la Armada, Jorge Arancibia; y la Comisión especial destinada a estudiar la posibilidad de que el Mundial de Fútbol de 2010 se realizase en Chile. Además, fue integrante de la Comisión Especial de Presupuestos para el año 2001. En noviembre de ese año no consiguió su reelección.
En esos años se hizo famoso por un pequeño escándalo, al ser sorprendido conduciendo a 149 km/h y hacerle gestos obscenos a los carabineros que lo detuvieron.
El presidente Ricardo Lagos lo nombró en 2002 director ejecutivo del "Programa Chile Barrio", cargo que ejerció hasta que fue designado ministro de Planificación y Cooperación el 3 de marzo de 2003, se mantuvo en el ministerio hasta el 1 de octubre de 2004.
Luego de abandonar el gabinete de Lagos, ha sido consultor del Ministerio Secretaría General de la Presidencia, en materias relacionadas con la modernización del Estado. Además, fue consultor del Programa EuroSocial, de la Comunidad Europea; consultor de los ministros de Hacienda y de Economía en materias relacionadas con la Regulación Económica y el Fomento de la Pequeña Empresa en el 2005.
El 2 de diciembre de 2008, fue designado como representante de la presidenta de la República Michelle Bachelet ante la Junta Directiva de la Universidad Arturo Prat, ejerciendo el cargo hasta el 5 de agosto de 2010.
En junio de 2014 asumió fugazmente como vicepresidente de la Empresa de Correos de Chile, debido a su designación, un mes después, como secretario ejecutivo de la reforma educacional en el marco de la segunda administración de Michelle Bachelet.
En julio de ese año, es designado es designado secretario ejecutivo de la Reforma Educacional por el ministro de Educación Nicolás Eyzaguirre.
Es director del Programa de Gerencia Social y Políticas Públicas de la FLACSO y director del magíster en herencia para el desarrollo, de la misma institución.
Al mes de abril de 2021, es integrante del Foro por el Desarrollo Justo y Sostenible.

## Historial electoral

### Elecciones parlamentarias de 1989
- Elecciones parlamentarias de 1989, para el Distrito 25, La Granja, Macul y San Joaquín[10]

### Elecciones parlamentarias de 1993
- Elecciones parlamentarias de 1993, para el Distrito 25, La Granja, Macul y San Joaquín[11]

### Elecciones parlamentarias de 1997
- Elecciones parlamentarias de 1997, para el Distrito 25, La Granja, Macul y San Joaquín[12]

### Elecciones parlamentarias de 2001
- Elecciones parlamentarias de 2001, para el Distrito 25, La Granja, Macul y San Joaquín[13]